# Gonodonta tenebrosa
Gonodonta tenebrosa là một loài bướm đêm trong họ Noctuidae.